# Oxyde de magnésium
Pour les articles homonymes, voir Magnésie.
L'oxyde de magnésium, communément appelé magnésie, a pour formule MgO et se présente sous la forme de poudre blanche très fortement basique absorbant l'eau et le dioxyde de carbone présents dans l'atmosphère.

## Étymologie
« Magnésie » vient de Magnesia (l'actuelle Manisa), une région de l'ancienne Anatolie (actuellement en Turquie) où l'on trouvait beaucoup de sa forme naturelle la périclase, ce minéral étant là mélangé avec de la magnétite (Fe3O4). Ce mélange était vendu sous le vocable de « pierres de magnésia » ce qui se contracta en « magnésie » d'une part et donna son nom à la « magnétite » d'autre part afin de les distinguer.

## Structure
L'oxyde de magnésium est un cristal ionique. Il a une structure comparable à celle du chlorure de sodium. Cela se traduit par 
- Un réseau d'anion oxyde (O2–) formant une structure de type cubique à faces centrées
- Un réseau de cation magnésium (Mg2+) occupant l'ensemble des sites octaèdriques.

L'oxyde de magnésium est un matériau modèle des cristaux ioniques car la faible électronégativité du magnésium, et la forte électronégativité de l’oxygène font que la structure de l’oxyde de magnésium peut s’expliquer quasi uniquement grâce à des interactions entre des particules ponctuelles chargées .
La surface de l'oxyde de magnésium la plus stable dans le vide est obtenue en réalisant une coupe selon le plan cristallographique (100). Les particules d'oxyde de magnésium produites par combustion du magnésium métallique présentent d'ailleurs une forme cubique révélatrice de la présence de ces plans. Néanmoins, en présence d'eau, la surface de l'oxyde de magnésium est couverte d'ions hydroxyles qui stabilisent les plans (111).

## Production et utilisations
La majeure partie de l'oxyde de magnésium est actuellement obtenue soit à partir de carbonate de magnésium (MgCO3) qui constitue certains minéraux tels que la magnésite, soit à partir de chlorure de magnésium (MgCl2) que l'on extrait de l'eau de mer ou de saumures souterraines (mines de sel). La raison en est que l'ion magnésium Mg2+ est le second cation le plus abondant dans l'eau de mer après l'ion sodium Na+. 
La première voie utilise une simple calcination : le carbonate de magnésium chauffé de 700 à 1 000 °C se décompose en oxyde de magnésium et en dioxyde de carbone :
MgCO3 → MgO + CO2.
La deuxième voie met en jeu deux étapes :
- on précipite l'hydroxyde de magnésium Mg(OH)2 par ajout de chaux à une saumure concentrée en chlorure de magnésium :

MgCl2 + CaO + H2O → Mg(OH)2 + CaCl2 ;
- la calcination de l'hydroxyde de magnésium ainsi obtenu fournit l'oxyde de magnésium :

Mg(OH)2 → MgO + H2O.
Les propriétés de la magnésie obtenue dépendent grandement de la température à laquelle on réalise la calcination :
- entre 700 °C et 1 000 °C, on obtient un produit qui entre dans une grande variété d'applications industrielles, par exemple comme pigment pour les peintures, charge pour le papier et certains matériaux synthétiques, agent de neutralisation ;

- entre 1 000 °C et 1 500 °C, on obtient un produit chimiquement moins réactif qui convient bien aux applications qui exigent une dégradation lente : engrais, suppléments alimentaires pour le bétail ;

- entre 1 500 °C et 2 000 °C, la magnésie obtenue est dite « frittée » et elle est particulièrement stable même à très haute température. Elle trouve ses principales utilisations comme matériau réfractaire : briques pour la construction de fours, revêtement interne des creusets utilisés en métallurgie, produit ignifugeant pour l'industrie du bâtiment.

L'oxyde de magnésium sert aussi de matière première pour la préparation de sels tels que les nitrate et sulfate de magnésium. Il est aussi utilisé pour l'obtention industrielle du magnésium. Il est alors réduit dans un four électrique à 1 100 °C en présence de silicium selon la réaction : 
2 MgO(s) + Si(l) → 2 Mg(g) + SiO2(l).
Après son hydratation en hydroxyde (Mg(OH)2, brucite), l'oxyde de magnésium trouve aussi une utilisation thérapeutique comme antiacide, pour calmer les brûlures d'estomac[réf. nécessaire]. Dans l'alimentation, il est utilisé comme additif alimentaire et réglementé sous le numéro E530. C'est un anti-agglomérant.
La magnésie blanche correspond au carbonate de magnésium (MgCO3), appelé de manière abusive « magnésie » par les sportifs comme les gymnastes, les grimpeurs et les culturistes. La magnésie calcinée correspond à l'oxyde de magnésium (MgO).